# 미국 대통령 목록

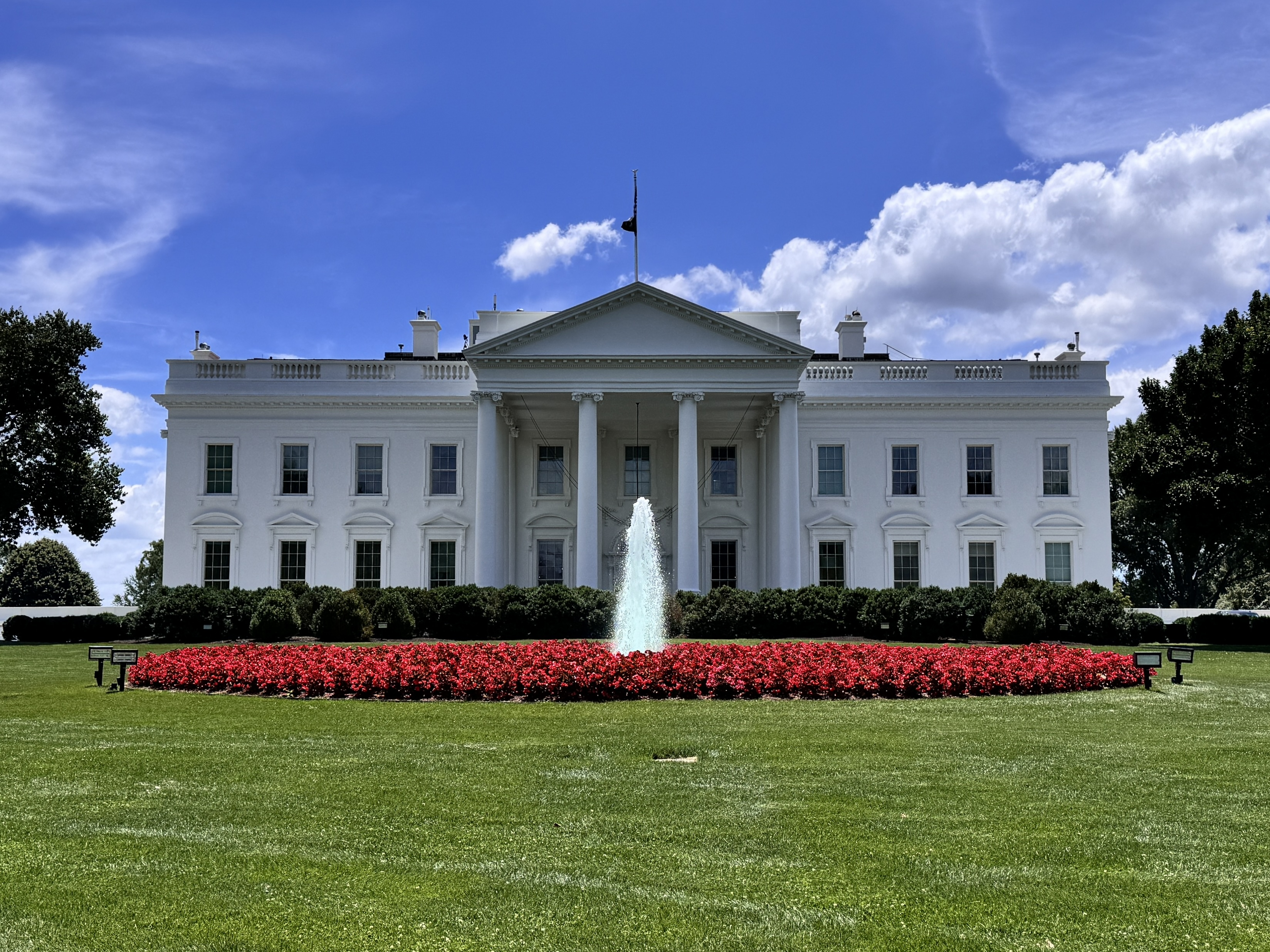
2024년 6월 촬영된 미국 대통령의 관저인 백악관의 모습.

미국 대통령은 미합중국의 국가원수이자 정부수반이며, 선거인단을 통해 간접 선거로 4년을 임기로 선출된다. 대통령은 연방 정부의 행정기관을 이끌며 미국 군대의 총사령관이다. 1789년에 미국 정부가 확립된 이후로 45명의 남성이 총 47개의 대통령직을 수행했다. 초대 대통령 조지 워싱턴이 선거인단 투표에서 만장일치로 승리하면서 대통령제가 확립되었으며, 그로버 클리블랜드와 도널드 트럼프 대통령이 두 번의 임기를 건너뛰어 역임하였기 때문에 각각 22대이자 24대 대통령, 45대이자 47대 대통령으로 간주되어 대통령의 수와 대통령직을 맡은 개인의 수가 불일치하게 되었다.
1841년 취임 31일 만에 사망한 윌리엄 헨리 해리슨이 미국 역사상 가장 짧은 대통령 임기를 가졌으며, 프랭클린 D. 루스벨트는 1933년부터 1945년 4번째 임기 초반에 사망할 때까지 12년이 넘는 가장 긴 대통령 임기를 가졌다. 루스벨트는 3회 이상의 임기를 수행한 유일한 미국의 대통령으로, 그가 사망한 이후 1951년 미국 수정 헌법 제22조가 비준되어 한 개인이 두 번을 넘게 대통령으로 선출될 수 없고 타인의 대통령직을 2년 이상 대행한 개인은 1번 넘게 선출될 수 없음을 성문화했다.
윌리엄 헨리 해리슨, 재커리 테일러, 워런 G. 하딩, 프랭클린 D. 루스벨트 등 4명의 대통령은 임기 도중 병으로 사망했고 에이브러햄 링컨, 제임스 A. 가필드, 윌리엄 매킨리, 존 F. 케네디 등 4명은 임기 도중 암살당했으며, 리처드 닉슨은 미국의 대통령 중 유일하게 사임했다. 부통령이었던 존 타일러는 전임 대통령이 임기 도중 사망하면서 대통령직을 승계받고 행정부에서 완전한 능력을 발휘할 수 있는 선례를 세웠다.
미국의 역사를 통틀어 정치는 대부분 정당이 지배했다. 1789년 헌법이 발효된 당시에는 제대로 조직된 정당이 존재하지 않았으며, 이로 인해 현재까지 헌법은 정당에 대해 언급하지 않는다. 미국의 제1차 의회가 소집된 직후 알렉산더 해밀턴과 토머스 제퍼슨과 같은 조지 워싱턴 행정부의 지배적인 관료들을 중심으로 정치 세력이 집결하기 시작했다. 미국을 하나의 국가로서 유지시키는 단결심을 파괴하는 정당에 대해 우려한 워싱턴은 8년의 대통령 임기 동안 어떤 정당에도 소속되지 않았으며, 그는 현재까지도 정당에 속하지 않은 채로 직무를 수행한 유일한 미국의 대통령이다.
현재 미국의 대통령은 2025년 1월 20일 취임한 도널드 트럼프이다.

## 대통령 목록
| 대 | 초상                             | 이름 (생몰년)                      | 임기                               | 정당 | 정당                  | 선거                | 부통령                                                                         |
| -- | -------------------------------- | ---------------------------------- | ---------------------------------- | ---- | --------------------- | ------------------- | ------------------------------------------------------------------------------ |
| 1  | 조지 워싱턴의 초상               | 조지 워싱턴 (1732~1799)            | 1789년 4월 30일 ~ 1797년 3월 4일   |      | 무소속                | 1788~1789 1792      | 존 애덤스                                                                      |
| 2  | 존 애덤스의 초상                 | 존 애덤스 (1735~1826)              | 1797년 3월 4일 ~ 1801년 3월 4일    |      | 연방당                | 1796                | 토머스 제퍼슨                                                                  |
| 3  | 토머스 제퍼슨의 초상             | 토머스 제퍼슨 (1743~1826)          | 1801년 3월 4일 ~ 1809년 3월 4일    |      | 민주공화당            | 1800 1804           | 에런 버 조지 클린턴                                                            |
| 4  | 제임스 매디슨의 초상             | 제임스 매디슨 (1751~1836)          | 1809년 3월 4일 ~ 1817년 3월 4일    |      | 민주공화당            | 1808 1812           | 조지 클린턴 이후 공석 1812년 4월 12일 엘브리지 게리 이후 공석 1814년 11월 24일 |
| 5  | 제임스 먼로의 초상               | 제임스 먼로 (1758~1831)            | 1817년 3월 4일 ~ 1825년 3월 4일    |      | 민주공화당            | 1816 1820           | 대니얼 D. 톰킨스                                                               |
| 6  | 존 퀸시 애덤스의 초상            | 존 퀸시 애덤스 (1767~1848)         | 1825년 3월 4일 ~ 1829년 3월 4일    |      | 민주공화당 국민공화당 | 1824                | 존 C. 캘훈                                                                     |
| 7  | 앤드루 잭슨의 초상               | 앤드루 잭슨 (1767~1845)            | 1829년 3월 4일 ~ 1837년 3월 4일    |      | 민주당                | 1828 1832           | 존 C. 캘훈 이후 공석 1832년 12월 28일 마틴 밴 뷰런                             |
| 8  | 마틴 밴 뷰런의 초상              | 마틴 밴 뷰런 (1782~1862)           | 1837년 3월 4일 ~ 1841년 3월 4일    |      | 민주당                | 1836                | 리처드 멘터 존슨                                                               |
| 9  | 윌리엄 헨리 해리슨의 초상        | 윌리엄 헨리 해리슨 (1773~1841)     | 1841년 3월 4일 ~ 1841년 4월 4일    |      | 휘그당                | 1840                | 존 타일러                                                                      |
| 10 | 존 타일러의 흑백 초상            | 존 타일러 (1790~1862)              | 1841년 4월 4일 ~ 1845년 3월 4일    |      | 휘그당 무소속         | –                   | 대통령 임기 전체 동안 공석                                                     |
| 11 | 제임스 K. 포크의 흑백 초상       | 제임스 K. 포크 (1795~1849)         | 1845년 3월 4일 ~ 1849년 3월 4일    |      | 민주당                | 1844                | 조지 M. 댈러스                                                                 |
| 12 | 재커리 테일러의 흑백 초상        | 재커리 테일러 (1784~1850)          | 1849년 3월 4일 ~ 1850년 7월 9일    |      | 휘그당                | 1848                | 밀러드 필모어                                                                  |
| 13 | 밀러드 필모어의 흑백 초상        | 밀러드 필모어 (1800~1874)          | 1850년 7월 9일 ~ 1853년 3월 4일    |      | 휘그당                | –                   | 대통령 임기 전체 동안 공석                                                     |
| 14 | 프랭클린 피어스의 흑백 초상      | 프랭클린 피어스 (1804~1869)        | 1853년 3월 4일 ~ 1857년 3월 4일    |      | 민주당                | 1852                | 윌리엄 R. 킹 이후 공석 1853년 4월 18일                                         |
| 15 | 제임스 뷰캐넌의 흑백 초상        | 제임스 뷰캐넌 (1791~1868)          | 1857년 3월 4일 ~ 1861년 3월 4일    |      | 민주당                | 1856                | 존 C. 브레킨리지                                                               |
| 16 | 에이브러햄 링컨의 흑백 초상      | 에이브러햄 링컨 (1809~1865)        | 1861년 3월 4일 ~ 1865년 4월 15일   |      | 공화당 국민연합당     | 1860 1864           | 해니벌 햄린 앤드루 존슨                                                        |
| 17 | 앤드루 존슨의 흑백 초상          | 앤드루 존슨 (1808~1875)            | 1865년 4월 15일 ~ 1869년 3월 4일   |      | 국민연합당 민주당     | –                   | 대통령 임기 전체 동안 공석                                                     |
| 18 | 율리시스 S. 그랜트의 흑백 초상   | 율리시스 S. 그랜트 (1822~1885)     | 1869년 3월 4일 ~ 1877년 3월 4일    |      | 공화당                | 1868 1872           | 스카일러 콜팩스 헨리 윌슨 이후 공석 1875년 11월 22일                           |
| 19 | 러더퍼드 B. 헤이스의 흑백 초상   | 러더퍼드 B. 헤이스 (1822~1893)     | 1877년 3월 4일 ~ 1881년 3월 4일    |      | 공화당                | 1876                | 윌리엄 A. 휠러                                                                 |
| 20 | 제임스 A. 가필드의 흑백 초상     | 제임스 A. 가필드 (1831~1881)       | 1881년 3월 4일 ~ 1881년 9월 19일   |      | 공화당                | 1880                | 체스터 A. 아서                                                                 |
| 21 | 체스터 A. 아서의 흑백 사진       | 체스터 A. 아서 (1829~1886)         | 1881년 9월 19일 ~ 1885년 3월 4일   |      | 공화당                | –                   | 대통령 임기 전체 동안 공석                                                     |
| 22 | 그로버 클리블랜드의 흑백 초상    | 그로버 클리블랜드 (1837~1908)      | 1885년 3월 4일 ~ 1889년 3월 4일    |      | 민주당                | 1884                | 토머스 A. 헨드릭스 이후 공석 1885년 11월 25일                                  |
| 23 | 벤저민 해리슨의 흑백 초상        | 벤저민 해리슨 (1833~1901)          | 1889년 3월 4일 ~ 1893년 3월 4일    |      | 공화당                | 1888                | 리바이 P. 모턴                                                                 |
| 24 | 그로버 클리블랜드의 흑백 초상    | 그로버 클리블랜드 (1837~1908)      | 1893년 3월 4일 ~ 1897년 3월 4일    |      | 민주당                | 1892                | 애들레이 스티븐슨 1세                                                          |
| 25 | 윌리엄 매킨리의 흑백 초상        | 윌리엄 매킨리 (1843~1901)          | 1897년 3월 4일 ~ 1901년 9월 14일   |      | 공화당                | 1896 1900           | 개릿 A. 호바트 이후 공석 1899년 11월 21일 시어도어 루스벨트                    |
| 26 | 시어도어 루스벨트의 흑백 초상    | 시어도어 루스벨트 (1858~1919)      | 1901년 9월 14일 ~ 1909년 3월 4일   |      | 공화당                | – 1904              | 이후 공석 1905년 3월 4일 찰스 W. 페어뱅크스                                    |
| 27 | 윌리엄 하워드 태프트의 흑백 초상 | 윌리엄 하워드 태프트 (1857~1930)   | 1909년 3월 4일 ~ 1913년 3월 4일    |      | 공화당                | 1908                | 제임스 S. 셔먼 이후 공석 1912년 10월 30일                                      |
| 28 | 우드로 윌슨의 흑백 초상          | 우드로 윌슨 (1856~1924)            | 1913년 3월 4일 ~ 1921년 3월 4일    |      | 민주당                | 1912 1916           | 토머스 R. 마셜                                                                 |
| 29 | 워런 G. 하딩의 흑백 초상         | 워런 G. 하딩 (1865~1923)           | 1921년 3월 4일 ~ 1923년 8월 2일    |      | 공화당                | 1920                | 캘빈 쿨리지                                                                    |
| 30 | 캘빈 쿨리지의 흑백 초상          | 캘빈 쿨리지 (1872~1933)            | 1923년 8월 2일 ~ 1929년 3월 4일    |      | 공화당                | – 1924              | 이후 공석 1925년 3월 4일 찰스 G. 도스                                          |
| 31 | 허버트 후버의 흑백 초상          | 허버트 후버 (1874~1964)            | 1929년 3월 4일 ~ 1933년 3월 4일    |      | 공화당                | 1928                | 찰스 커티스                                                                    |
| 32 | 프랭클린 D. 루스벨트의 초상      | 프랭클린 D. 루스벨트 (1882~1945)   | 1933년 3월 4일 ~ 1945년 4월 12일   |      | 민주당                | 1932 1936 1940 1944 | 존 낸스 가너 헨리 A. 월리스 해리 S. 트루먼                                     |
| 33 | 해리 S. 트루먼의 초상            | 해리 S. 트루먼 (1884~1972)         | 1945년 4월 12일 ~ 1953년 1월 20일  |      | 민주당                | – 1948              | 이후 공석 1949년 1월 20일 앨번 윌리엄 바클리                                   |
| 34 | 드와이트 D. 아이젠하워의 초상    | 드와이트 D. 아이젠하워 (1890~1969) | 1953년 1월 20일 ~ 1961년 1월 20일  |      | 공화당                | 1952 1956           | 리처드 닉슨                                                                    |
| 35 | 존 F. 케네디의 초상              | 존 F. 케네디 (1917~1963)           | 1961년 1월 20일 ~ 1963년 11월 22일 |      | 민주당                | 1960                | 린든 B. 존슨                                                                   |
| 36 | 린든 B. 존슨의 초상              | 린든 B. 존슨 (1908~1973)           | 1963년 11월 22일 ~ 1969년 1월 20일 |      | 민주당                | – 1964              | 이후 공석 1965년 1월 20일 휴버트 험프리                                        |
| 37 | 리처드 닉슨의 초상               | 리처드 닉슨 (1913~1994)            | 1969년 1월 20일 ~ 1974년 8월 9일   |      | 공화당                | 1968 1972           | 스피로 애그뉴 이후 공석 1973년 12월 6일 제럴드 포드                            |
| 38 | 제럴드 포드의 초상               | 제럴드 포드 (1913~2006)            | 1974년 8월 9일 ~ 1977년 1월 20일   |      | 공화당                | –                   | 이후 공석 1974년 12월 19일 넬슨 록펠러                                         |
| 39 | 지미 카터의 초상                 | 지미 카터 (1924~2024)              | 1977년 1월 20일 ~ 1981년 1월 20일  |      | 민주당                | 1976                | 월터 먼데일                                                                    |
| 40 | 로널드 레이건의 초상             | 로널드 레이건 (1911~2004)          | 1981년 1월 20일 ~ 1989년 1월 20일  |      | 공화당                | 1980 1984           | 조지 H. W. 부시                                                                |
| 41 | 조지 H. W. 부시의 초상           | 조지 H. W. 부시 (1924~2018)        | 1989년 1월 20일 ~ 1993년 1월 20일  |      | 공화당                | 1988                | 댄 퀘일                                                                        |
| 42 | 빌 클린턴의 초상                 | 빌 클린턴 (1946~)                  | 1993년 1월 20일 ~ 2001년 1월 20일  |      | 민주당                | 1992 1996           | 앨 고어                                                                        |
| 43 | 조지 W. 부시의 초상              | 조지 W. 부시 (1946~)               | 2001년 1월 20일 ~ 2009년 1월 20일  |      | 공화당                | 2000 2004           | 딕 체니                                                                        |
| 44 | 버락 오바마의 초상               | 버락 오바마 (1961~)                | 2009년 1월 20일 ~ 2017년 1월 20일  |      | 민주당                | 2008 2012           | 조 바이든                                                                      |
| 45 | 도널드 트럼프의 초상             | 도널드 트럼프 (1946~)              | 2017년 1월 20일 ~ 2021년 1월 20일  |      | 공화당                | 2016                | 마이크 펜스                                                                    |
| 46 | 조 바이든의 초상                 | 조 바이든 (1942~)                  | 2021년 1월 20일 ~ 2025년 1월 20일  |      | 민주당                | 2020                | 카멀라 해리스                                                                  |
| 47 | 도널드 트럼프의 초상             | 도널드 트럼프 (1946~)              | 2025년 1월 20일 ~ 재임 중          |      | 공화당                | 2024                | JD 밴스                                                                        |

## 같이 보기
- 미국 건국의 아버지

### 내용주
1. ↑  이곳의 대통령의 대수는 동일인이 연속적으로 재임한 기간에 따라 부여된다. 예를 들어 조지 워싱턴은 두 번 연속으로 임기를 수행했으며 1대와 2대 대통령이 아닌 1대 대통령으로 간주된다. 또한 제럴드 포드는 37대 대통령 리처드 닉슨이 사임하고 그의 남은 두 번째 임기를 수행하고 선거를 통해 선출되지도 않았지만 38대 대통령으로 간주된다. 한편 그로버 클리블랜드는 연임하지 않고 두 임기 사이에 벤저민 해리슨의 임기가 있었기 때문에 22대, 24대 대통령으로 간주된다. 이 경우와 마찬가지로 도널드 트럼프도 45대, 47대 대통령으로 간주된다. 수정 헌법 제25조에 따라 대통령의 재임기간 사이에 일시적으로 대통령의 권한대행을 맡는 부통령은 포함되지 않는다.
2. ↑  대통령 임기가 시작된 시점의 정당을 반영한다. 재임기간 도중 정당이 변경된 경우 뒤에 기록되어 있다. 달리 명시하지 않는 한 부통령의 정당도 대통령의 정당과 같다.
3. ↑  헌법 초안이 작성될 당시 정당이라는 개념은 존재하지 않았으며, 1788~1789년 당시의 첫 번째 선거 당시에도 정당은 존재하지 않았다. 정당이라는 개념이 발전한 이후, 조지 워싱턴 정부 기간 동안 존 애덤스는 연방당에 합류했다. 이후 1792년 대통령 선거는 미국에서 당파적 기반으로 치러진 최초의 선거였다.[20][12]
4. ↑  1796년 선거는 미국 최초의 대통령 선거였으며, 대통령과 부통령의 정당이 다르게 선출된 유일한 선거였다. 연방당의 존 애덤스가 대통령으로 선출되고 민주공화당의 토머스 제퍼슨이 부통령으로 선출되었다[22]
5. 1 2 3 4 5 6 7 8 9 10 11 12 13 14 15  임기 도중 사망.[25]
6. 1 2 3 4 5 6 7 8 9 10 11 12 13 14 15 16  1967년 미국 수정 헌법 제25조가 비준되기 이전까지는 부통령직이 공석이 되어도 별도로 선출하지 않았다.[26]
7. ↑  존 퀸시 애덤스의 임기 초기에 민주공화당이 해산되어 그의 나머지 임기 동안 의회에서 그의 세력은 "애덤스의 사람들"이라고 불렸다. 이후 1829년 앤드루 잭슨이 대통령으로 당선되자 존 퀸시 애덤스와 그 지지자들은 야권에서 국민공화당을 조직하였다.[29][30]
8. ↑  원래 민주공화당원이었던 존 캘훈은 1828년 관세에 반대하고 각 주의 권리를 증진시키고자 무효화당을 창설하였으나, 앤드루 잭슨이 이끄는 민주당이 세력을 확장시키기 위해서 1828년 대통령 선거에서 존 캘훈을 부통령 후보로 선출하여 민주당 소속이 되었다.[31][32]
9. 1 2 3  임기 도중 사임.[25]
10. ↑  존 타일러는 전임 대통령이었던 윌리엄 헨리 해리슨의 사망으로 대통령직을 승계받았다.[37]
11. ↑  존 타일러는 1840년 대통령 선거에서 휘그당의 승리로 부통령으로 선출되었다. 그러나 당시 대통령이었던 윌리엄 헨리 해리슨이 사망하고 대통령직을 승계받은 이후 그의 정책들은 휘그당의 색채와 반대되는 것들이었고, 결국 그는 취임 5개월 만에 휘그당에서 제명되었다.[38]
12. ↑  밀러드 필모어는 재커리 테일러의 사망으로 대통령직을 승계받았다.[42]
13. ↑  1864년 대통령 선거에서 링컨이 재선에 도전했을 때, 그는 부통령 후보로 민주당 소속이었던 앤드루 존슨을 선택하고 국민연합당 후보로 출마함으로서 전쟁민주당과 당을 뛰어넘는 정치적 동맹을 구축했다.[46]
14. ↑  앤드루 존슨은 에이브러햄 링컨의 사망으로 대통령직을 승계받았다.[47]
15. ↑  부통령 시절 민주당 소속이었던 앤드루 존슨은 대통령직을 승계받은 이후 국민연합당 아래에서 자신의 세력을 구축하려고 노력했지만 실패했고, 결국 대통령 임기가 거의 끝나갈 무렵 민주당으로 복귀했다.[47]
16. ↑  체스터 A. 아서는 제임스 A. 가필드의 사망으로 대통령직을 승계받았다.[52]
17. ↑  시어도어 루스벨트는 윌리엄 매킨리의 사망으로 대통령직을 물려받았다.[57]
18. ↑  캘빈 쿨리지는 워런 G. 하딩의 사망으로 대통령직을 승계받았다.[62]
19. ↑  해리 S. 트루먼은 프랭클린 D. 루스벨트가 사망하면서 대통령직을 승계받았다.[66]
20. ↑  린든 B. 존슨은 존 F. 케네디가 사망하면서 대통령직을 승계받았다.[70]
21. 1 2  1967년 비준된 미국 수정 헌법 제25조 2항에 따라 부통령으로 임명되었다.[25]
22. ↑  제럴드 포드는 리처드 닉슨의 사임으로 대통령직을 승계받았다.[72]

### 참조주
1. ↑  Rossiter (1962), 86쪽.
2. ↑  Shugart (2004), 633–636쪽.
3. ↑  Epstein (2005), 318쪽.
4. ↑  Matuz (2001), xxii쪽.
5. ↑  Schaller & Williams (2003), 192쪽.
6. ↑  McHugh & Mackowiak (2014), 990–995쪽.
7. ↑  Skau (1974), 246–275쪽.
8. ↑  Peabody & Gant (1999), 565쪽.
9. ↑  Abbott (2005), 627–644쪽.
10. ↑  Dinnerstein (1962), 447–451쪽.
11. ↑  Guide to U.S. Elections 2010, 197쪽.
12. 1 2  Nardulli 1992, 179쪽.
13. ↑  LOC (2).
14. ↑  Jamison 2014.
15. 1 2 3  whitehouse.gov (f).
16. ↑  whitehouse.gov.
17. ↑  Guide to U.S. Elections (2010), 257–258쪽.
18. ↑  LOC.
19. ↑  McDonald (2000).
20. ↑  Guide to U.S. Elections 2010, 197, 272쪽.
21. ↑  Pencak (2000).
22. ↑  Guide to U.S. Elections 2010, 274쪽.
23. ↑  Peterson (2000).
24. ↑  Banning (2000).
25. 1 2 3  Neale (2004), 22쪽.
26. ↑  constitutioncenter.
27. ↑  Ammon (2000).
28. ↑  Hargreaves (2000).
29. ↑  Guide to U.S. Elections 2010, 228쪽.
30. ↑  Goldman 1951, 159쪽.
31. ↑  Guide to U.S. Elections 2010, 892쪽.
32. ↑  Houpt 2010, 26, 280쪽.
33. ↑  Remini (2000).
34. ↑  Cole (2000).
35. ↑  Gutzman (2000).
36. ↑  Shade (2000).
37. ↑  Abbott (2013), 23쪽.
38. ↑  Cash (2018), 34–36쪽.
39. ↑  Rawley (2000).
40. ↑  Smith (2000).
41. ↑  Anbinder (2000).
42. ↑  Abbott (2005), 639쪽.
43. ↑  Gara (2000).
44. ↑  Gienapp (2000).
45. ↑  McPherson (b) (2000).
46. ↑  McSeveney (1986), 139쪽.
47. 1 2 3  Trefousse (2000).
48. ↑  McPherson (a) (2000).
49. ↑  Hoogenboom (2000).
50. ↑  Peskin (2000).
51. ↑  Reeves (2000).
52. ↑  Greenberger (2017), 174–175쪽.
53. 1 2  Campbell (2000).
54. ↑  Spetter (2000).
55. ↑  Gould (a) (2000).
56. ↑  Harbaugh (2000).
57. ↑  Abbott (2005), 639–640쪽.
58. ↑  Gould (b) (2000).
59. ↑  Ambrosius (2000).
60. ↑  Hawley (2000).
61. ↑  McCoy (2000).
62. ↑  Senate.
63. ↑  Hoff (a) (2000).
64. ↑  Brinkley (2000).
65. ↑  Hamby (2000).
66. ↑  Abbott (2005), 636쪽.
67. ↑  Ambrose (2000).
68. ↑  Parmet (2000).
69. ↑  Gardner (2000).
70. ↑  Abbott (2005), 633쪽.
71. ↑  Hoff (b) (2000).
72. 1 2  Greene (2013).
73. ↑  whitehouse.gov (a).
74. ↑  Schaller (2004).
75. ↑  whitehouse.gov (b).
76. ↑  whitehouse.gov (c).
77. ↑  whitehouse.gov (d).
78. ↑  whitehouse.gov (e).
79. ↑  whitehouse.gov (g).

## 참고 문헌
일반 자료
- 《Guide to U.S. Elections》. SAGE Publications. 2010. ISBN 978-1-60426-536-1.
- “Chronological List of Presidents, First Ladies, and Vice Presidents of the United States”. Library of Congress. 2020년 2월 20일에 확인함.
- “Presidents”. whitehouse.gov. 2014년 12월 1일에 원본 문서에서 보존된 문서. 2022년 5월 14일에 확인함.
- “Interpretation: The Twenty-Fifth Amendment”. 《constitutioncenter.org》. The National Constitution Center.

학술 자료
- Abbott, Philip (2005). “Accidental Presidents: Death, Assassination, Resignation, and Democratic Succession.”. 《Presidential Studies Quarterly》 (Wiley) 35 (4): 627–645. doi:10.1111/j.1741-5705.2005.00269.x. ISSN 0360-4918. JSTOR 27552721.
- Abbott, Philip (2013). 〈The First Bad President?: John Tyler〉. 《Bad Presidents. The Evolving American Presidency Series》. Palgrave Macmillan. 23–42쪽. doi:10.1057/9781137306593_2. ISBN 978-1-349-45513-3.
- Cash, Jordan T. (2018). “The Isolated Presidency: John Tyler and Unilateral Presidential Power”. 《American Political Thought》 7: 26–56. doi:10.1086/695644. S2CID 158133180 – ResearchGate 경유.
- Dinnerstein, Leonard (1962). “The Accession of John Tyler to the Presidency.”. 《Virginia Magazine of History and Biography》 (Virginia Historical Society) 70 (4): 447–458. JSTOR 4246893.
- Epstein, Richard A. (2005). “Executive Power, the Commander in Chief, and the Militia Clause”. 《Hofstra Law Review》 34 (2). ISSN 0091-4029.
- Goldman, Ralph Morris (1951). 《Party Chairmen and Party Faction, 1789–1900: A Theory of Executive Responsibility and Conflict Resolution》. University of Chicago Press. OCLC 1243718246.
- Houpt, David W. (2010). “Securing a Legacy”. 《The Virginia Magazine of History and Biography》. 118권 1호 (Virginia Historical Society). ProQuest 195929787 .
- Matuz, Roger (2001). 《Complete American Presidents Sourcebook》. UXL. ISBN 978-0-7876-4842-8. LCCN 00056794. OL 24722725M.
- McHugh, Jane; Mackowiak, Philip A. (2014). “Death in the White House: President William Henry Harrison's Atypical Pneumonia”. 《Clinical Infectious Diseases》 (Oxford University Press) 59 (7): 990–995. doi:10.1093/cid/ciu470. JSTOR 24032403. PMID 24962997.
- McSeveney, Samuel T. (1986). “Re-electing Lincoln: The Union Party Campaign and the Military Vote in Connecticut”. 《Civil War History》 (Kent State University Press) 32 (2): 139–158. doi:10.1353/cwh.1986.0032. S2CID 144623179.
- Nardulli, Peter F., 편집. (1992). 《The Constitution and American Political Development: An Institutional Perspective》. University of Illinois Press. ISBN 978-0-252-01787-2.
- Neale, Thomas H. (2004). “Presidential and Vice Presidential Succession: Overview and Current Legislation” (PDF). Congressional Research Service. 2023년 11월 14일에 확인함.
- Peabody, Bruce G.; Gant, Scott E. (1999). “The Twice and Future President: Constitutional Interstices and the Twenty-Second Amendment”. 《Minnesota Law Review》 83 (565). ISSN 0026-5535.
- Rossiter, Clinton (1962). “Powers of the United States President and Congress”. 《Pakistan Horizon》 (Pakistan Institute of International Affairs) 15 (2): 85–92. JSTOR 41392704.
- Schaller, Thomas F.; Williams, Thomas W. (2003). “'The Contemporary Presidency': Postpresidential Influence in the Postmodern Era”. 《Presidential Studies Quarterly》 (Center for Congressional and Presidential Studies) 33 (1): 188–200. JSTOR 27552468.
- Shugart, Matthew S. (2004). “Elections': The American Process of Selecting a President: A Comparative Perspective”. 《Presidential Studies Quarterly》 (Center for Congressional and Presidential Studies) 34 (3): 632–655. doi:10.1111/j.1741-5705.2004.00216.x. JSTOR 27552617.
- Skau, George H. (1974). “Franklin D. Roosevelt and the Expansion of Presidential Power”. 《Current History》 (University of California Press) 66 (394): 246–275. doi:10.1525/curh.1974.66.394.246. JSTOR 45313079. S2CID 248394036.

대통령 전기
- Ambrose, Stephen E. (2000). “Eisenhower, Dwight David”. 《American National Biography》. Oxford University Press. doi:10.1093/anb/9780198606697.article.0700094. ISBN 978-0-19-860669-7. 2022년 5월 14일에 확인함.
- Ambrosius, Lloyd E. (2000). “Wilson, Woodrow”. 《American National Biography》. Oxford University Press. doi:10.1093/anb/9780198606697.article.0600726. ISBN 978-0-19-860669-7. 2022년 5월 14일에 확인함.
- Ammon, Harry (2000). “Monroe, James”. 《American National Biography》. Oxford University Press. doi:10.1093/anb/9780198606697.article.0300338. ISBN 978-0-19-860669-7. 2022년 5월 14일에 확인함.
- Anbinder, Tyler (2000). “Fillmore, Millard”. 《American National Biography》. Oxford University Press. doi:10.1093/anb/9780198606697.article.0400374. ISBN 978-0-19-860669-7. 2022년 5월 14일에 확인함.
- Banning, Lance (2000). “Madison, James”. 《American National Biography》. Oxford University Press. doi:10.1093/anb/9780198606697.article.0300303. ISBN 978-0-19-860669-7. 2022년 5월 14일에 확인함.
- Brinkley, Alan (2000). “Roosevelt, Franklin Delano”. 《American National Biography》. Oxford University Press. doi:10.1093/anb/9780198606697.article.0600567. ISBN 978-0-19-860669-7. 2022년 5월 14일에 확인함.
- Campbell, Ballard C. (2000). “Cleveland, Grover”. 《American National Biography》. Oxford University Press. doi:10.1093/anb/9780198606697.article.0500144. ISBN 978-0-19-860669-7. 2022년 5월 14일에 확인함.
- Cole, Donald B. (2000). “Van Buren, Martin”. 《American National Biography》. Oxford University Press. doi:10.1093/anb/9780198606697.article.0300507. ISBN 978-0-19-860669-7. 2022년 5월 14일에 확인함.
- Gara, Larry (2000). “Pierce, Franklin”. 《American National Biography》. Oxford University Press. doi:10.1093/anb/9780198606697.article.0400788. ISBN 978-0-19-860669-7. 2022년 5월 14일에 확인함.
- Gardner, Lloyd (2000). “Johnson, Lyndon Baines”. 《American National Biography》. Oxford University Press. doi:10.1093/anb/9780198606697.article.0700147. ISBN 978-0-19-860669-7. 2022년 5월 14일에 확인함.
- Gienapp, William E. (2000). “Buchanan, James”. 《American National Biography》. Oxford University Press. doi:10.1093/anb/9780198606697.article.0400170. ISBN 978-0-19-860669-7. 2022년 5월 14일에 확인함.
- Gould, Lewis L. (2000). “McKinley, William”. 《American National Biography》. Oxford University Press. doi:10.1093/anb/9780198606697.article.0500507. ISBN 978-0-19-860669-7. 2022년 5월 14일에 확인함.
- Gould, Lewis L. (2000). “Taft, William Howard”. 《American National Biography》. Oxford University Press. doi:10.1093/anb/9780198606697.article.0600642. ISBN 978-0-19-860669-7. 2022년 5월 14일에 확인함.
- Greenberger, Scott S. (2017). 《The Unexpected President: The Life and Times of Chester A. Arthur》. Da Capo Press. ISBN 978-0-306-82390-9.
- Greene, John Robert (2013). “Ford, Gerald R., Jr.”. 《American National Biography》. Oxford University Press. doi:10.1093/anb/9780198606697.article.1501345. ISBN 978-0-19-860669-7. 2022년 5월 14일에 확인함.
- Gutzman, K. R. Constantine (2000). “Harrison, William Henry”. 《American National Biography》. Oxford University Press. doi:10.1093/anb/9780198606697.article.0300211. ISBN 978-0-19-860669-7. 2022년 5월 14일에 확인함.
- Hamby, Alonzo L. (2000). “Truman, Harry S.”. 《American National Biography》. Oxford University Press. doi:10.1093/anb/9780198606697.article.0700307. ISBN 978-0-19-860669-7. 2022년 5월 14일에 확인함.
- Harbaugh, William H. (2000). “Roosevelt, Theodore”. 《American National Biography》. Oxford University Press. doi:10.1093/anb/9780198606697.article.0600569. ISBN 978-0-19-860669-7. 2022년 5월 14일에 확인함.
- Hargreaves, Mary W. M. (2000). “Adams, John Quincy”. 《American National Biography》. Oxford University Press. doi:10.1093/anb/9780198606697.article.0300002. ISBN 978-0-19-860669-7. 2022년 5월 14일에 확인함.
- Hawley, Ellis W. (2000). “Harding, Warren Gamaliel”. 《American National Biography》. Oxford University Press. doi:10.1093/anb/9780198606697.article.0600253. ISBN 978-0-19-860669-7. 2022년 5월 14일에 확인함.
- Hoff, Joan (2000). “Hoover, Herbert Clark”. 《American National Biography》. Oxford University Press. doi:10.1093/anb/9780198606697.article.0600287. ISBN 978-0-19-860669-7. 2022년 5월 14일에 확인함.
- Hoff, Joan (2000). “Nixon, Richard Milhous”. 《American National Biography》. Oxford University Press. doi:10.1093/anb/9780198606697.article.0700684. ISBN 978-0-19-860669-7. 2022년 5월 14일에 확인함.
- Hoogenboom, Ari (2000). “Hayes, Rutherford Birchard”. 《American National Biography》. Oxford University Press. doi:10.1093/anb/9780198606697.article.0500331. ISBN 978-0-19-860669-7. 2022년 5월 14일에 확인함.
- McCoy, Donald R. (2000). “Coolidge, Calvin”. 《American National Biography》. Oxford University Press. doi:10.1093/anb/9780198606697.article.0600109. ISBN 978-0-19-860669-7. 2022년 5월 14일에 확인함.
- McDonald, Forrest (2000). “Washington, George”. 《American National Biography》. Oxford University Press. doi:10.1093/anb/9780198606697.article.0200332. ISBN 978-0-19-860669-7. 2022년 5월 14일에 확인함.
- McPherson, James M. (2000). “Grant, Ulysses S.”. 《American National Biography》. Oxford University Press. doi:10.1093/anb/9780198606697.article.0500291. ISBN 978-0-19-860669-7. 2022년 5월 14일에 확인함.
- McPherson, James M. (2000). “Lincoln, Abraham”. 《American National Biography》. Oxford University Press. doi:10.1093/anb/9780198606697.article.0400631. ISBN 978-0-19-860669-7. 2022년 5월 14일에 확인함.
- Parmet, Herbert S. (2000). “Kennedy, John Fitzgerald”. 《American National Biography》. Oxford University Press. doi:10.1093/anb/9780198606697.article.0700152. ISBN 978-0-19-860669-7. 2022년 5월 14일에 확인함.
- Pencak, William (2000). “Adams, John”. 《American National Biography》. Oxford University Press. doi:10.1093/anb/9780198606697.article.0100007. ISBN 978-0-19-860669-7. 2022년 5월 14일에 확인함.
- Peskin, Allan (2000). “Garfield, James Abram”. 《American National Biography》. Oxford University Press. doi:10.1093/anb/9780198606697.article.0500264. ISBN 978-0-19-860669-7. 2022년 5월 14일에 확인함.
- Peterson, Merrill D. (2000). “Jefferson, Thomas”. 《American National Biography》. Oxford University Press. doi:10.1093/anb/9780198606697.article.0200196. ISBN 978-0-19-860669-7. 2022년 5월 14일에 확인함.
- Rawley, James A. (2000). “Polk, James Knox”. 《American National Biography》. Oxford University Press. doi:10.1093/anb/9780198606697.article.0400795. ISBN 978-0-19-860669-7. 2022년 5월 14일에 확인함.
- Reeves, Thomas C. (2000). “Arthur, Chester Alan”. 《American National Biography》. Oxford University Press. doi:10.1093/anb/9780198606697.article.0500033. ISBN 978-0-19-860669-7. 2022년 5월 14일에 확인함.
- Remini, Robert V. (2000). “Jackson, Andrew”. 《American National Biography》. Oxford University Press. doi:10.1093/anb/9780198606697.article.0300238. ISBN 978-0-19-860669-7. 2022년 5월 14일에 확인함.
- Schaller, Michael (2004). “Reagan, Ronald Wilson”. 《American National Biography》. Oxford University Press. doi:10.1093/anb/9780198606697.article.0700791. ISBN 978-0-19-860669-7. 2022년 5월 14일에 확인함.
- Shade, William G. (2000). “Tyler, John”. 《American National Biography》. Oxford University Press. doi:10.1093/anb/9780198606697.article.0401004. ISBN 978-0-19-860669-7. 2022년 5월 14일에 확인함.
- Smith, Elbert B. (2000). “Taylor, Zachary”. 《American National Biography》. Oxford University Press. doi:10.1093/anb/9780198606697.article.0400978. ISBN 978-0-19-860669-7. 2022년 5월 14일에 확인함.
- Spetter, Allan Burton (2000). “Harrison, Benjamin”. 《American National Biography》. Oxford University Press. doi:10.1093/anb/9780198606697.article.0500320. ISBN 978-0-19-860669-7. 2022년 5월 14일에 확인함.
- Trefousse, Hans L. (2000). “Johnson, Andrew”. 《American National Biography》. Oxford University Press. doi:10.1093/anb/9780198606697.article.0400566. ISBN 978-0-19-860669-7. 2022년 5월 14일에 확인함.
- “James Carter”. whitehouse.gov. 2018년 9월 21일에 원본 문서에서 보존된 문서. 2022년 5월 14일에 확인함.
- “George H. W. Bush”. whitehouse.gov. 2024년 10월 4일에 원본 문서에서 보존된 문서. 2022년 5월 14일에 확인함.
- “William J. Clinton”. whitehouse.gov. 2018년 9월 8일에 원본 문서에서 보존된 문서. 2022년 5월 14일에 확인함.
- “George W. Bush”. whitehouse.gov. 2023년 7월 28일에 원본 문서에서 보존된 문서. 2022년 5월 14일에 확인함.
- “Barack Obama”. whitehouse.gov. 2022년 5월 14일에 원본 문서에서 보존된 문서. 2022년 5월 14일에 확인함.
- “Donald Trump”. whitehouse.gov. 2021년 5월 19일에 원본 문서에서 보존된 문서. 2022년 5월 14일에 확인함.
- “Joe Biden”. whitehouse.gov. 2021년 2월 5일에 원본 문서에서 보존된 문서. 2022년 5월 14일에 확인함.

온라인 자료
- Jamison, Dennis (2014년 12월 31일). “George Washington' Views on Political Parties in America”. 《The Washington Times》. 2020년 2월 20일에 확인함.
- “Creating the United States: Formation of Political Parties”. Library of Congress. 2022년 7월 31일에 확인함.
- “President's Swearing-in Ceremony”. 3United States Senate. 2022년 7월 31일에 확인함.
- Freile, Victoria E. (2024년 11월 6일). “When does Trump take office? What to know about Inauguration Day 2025”. 《Democrat and Chronicle》 (미국 영어). 2024년 11월 6일에 확인함.
- Hajela, Deepti (2024년 11월 6일). “Trump isn't first to be second: Grover Cleveland set precedent of non-consecutive presidential terms”. 《Associated Press》 (영어). 2024년 11월 6일에 확인함.
- “Live election updates: Donald Trump wins US presidency”. 《Associated Press》 (영어). 2024년 11월 15일. 2024년 11월 30일에 확인함.